# Morom (jezik)
Morom jezik (tar murba, bernde; ISO 639-3: bdo), centralnosudanski jezik, uže skupinbe bongo-bagirmi, kojim govori 4 500 ljudi (2002) u čadskom departmanu Guéra.
Godine 2008. ime jezika promijenjeno je iz bernde u morom. Dijalekti su u bayo, morbo i morom.

## Vanjske poveznice
- Ethnologue (14th)
- Ethnologue (15th)